# Магда Франк
Магда Франк Фішер (ісп. Magda Frank Fisher; нар. 20 липня 1914, Клаузенбург, Австро-Угорщина — пом. 26 червня 2010, Буенос-Айрес, Аргентина) — аргентинська скульпторка, угорського походження.

## Біографія
Франк народилася 20 липня 1914 року в Клаузенбурзі, Австро-Угорщина, тепер Румунія. Через переслідування нацистів, вона переїхала до Швейцарії. Через декілька років переїхала до Парижу, щоб навчатись в Академії Жуліана. 1950 року відвідала брата в Буенос-Айресі, її єдиного родича. Проте там і залишилась. Її були призначено професором в школі образотворчих мистецтв Буенос-Айреса. Виставляла свої роботи в Галереї Пісарро. В музеї Едуардо Сіворі отримала нагороду Беніто Кінкели Мартіна.
Її роботи є частиною колекцій Національного музею сучасного мистецтва в Парижі, Національного музею образотворчого мистецтва в Парижі та Музею образотворчого мистецтва в Буенос-Айресі.
Після переїзду до Парижа в 60-х роках, вона повернулась до Аргентини тільки 1995 року та заснувала свій будинок-музей в Сааведрі (район Буенос-Айреса).
Померла Франк в Буенос-Айресі 26 червня 2010 року у віці 95 років.